# Alejandro Mancuso
Alejandro Víctor Mancuso (Ciudadela, 4 de setembro de 1968) é um ex-futebolista argentino que atuava como volante.

## Carreira
Fez toda a carreira juvenil e começou sua carreira profissional no Ferro Carril Oeste. Foi objeto de um troca-troca entre rivais, passando ao Vélez, seu time de coração, enquanto o Ferro recebeu Adrián Bianchi. Embora ainda tivesse idade de juvenil e passasse por um período no campeonato de times B, figurou já em diversas partidas do elenco principal na temporada 1988-89. Na seguinte, já era titular absoluto.
Posteriormente, no início de 1993, foi anunciado o repasse do jogador ao Boca Juniors, campeão do Apertura 1992.
Em 1995, foi repassado junto do colombiano John Tréllez ao Palmeiras.
Chegou ao Flamengo em 1996, onde conquistou o Campeonato Carioca daquele ano de maneira invicta e se tornou um torcedor do clube. Naquele ano, foi eleito o jogador mais violento do Brasil em eleição feita pela Revista Placar junto aos atletas. Atuou pelo Flamengo em 66 jogos, sendo 37 vitórias, 18 empates e 11 derrotas, e marcou cinco gols.
Em 1997, voltou à Argentina, agora para o Independiente, onde não vingou e entrou em espiral descendente na carreira.
Em 1998, chegou a treinar no Atlético Mineiro, mas preferiu outro alvinegro, o Badajoz da segunda divisão espanhola. O clube ficou em 14º lugar e Mancuso voltou ao Brasil, agora para o Santa Cruz. Saiu do clube por atrasos salariais.
Mancuso encerrou sua carreira jogando no Bella Vista, do Uruguai.
Trabalhou como empresário de jogadores de futebol. Muito amigo de Diego Maradona, assumiu o cargo de auxiliar-técnico da Seleção Argentina para a Copa do Mundo de 2010, na África do Sul.
Mancuso atualmente trabalha como comentarista nos canais ESPN da América Latina, estando baseado na Argentina.

### Seleção Nacional
O desempenho do volante no Vélez que fez Mancuso ser lembrado na primeira convocação pós-Copa da Seleção Argentina em 1990, embora não chegasse a entrar em campo. As boas atuações na temporada 1991-92 enfim renderam a estreia de Mancuso na Seleção, em 23 de setembro de 1992, um amistoso contra o Uruguai em Montevidéu terminado em 0x0. No jogo seguinte, em amistoso contra o Brasil que celebrava os cem anos da AFA e a reestreia de Maradona, marcou um gol no empate em 1x1.
Só jogou uma partida na Copa América de 1993, onde a Argentina foi campeã.
Foi confirmado para a Copa do Mundo de 1994, onde somou minutos contra Grécia e Nigéria, as últimas partidas dele time.
Pela Seleção Argentina, Mancuso entrou em campo em 10 partidas.

## Títulos
Ferro Carril Oeste
- Copa San Martín de Tours: 1987

Vélez Sarsfield
- Campeonato Argentino: 1992-93 (Clausura)

Boca Juniors
- Copa de Ouro Nicolás Leoz: 1993

Flamengo
- Copa de Ouro Nicolás Leoz: 1996
- Copa dos Campeões Mundiais: 1997
- Campeonato Carioca: 1996
- Taça Guanabara: 1996
- Taça Rio: 1996

Seleção Argentina
- Copa dos Campeões CONMEBOL-UEFA: 1993
- Copa América: 1993